# إيفان إيفانوف (رياضياتي)
إيفان إيفانوفيتش إيفانوف (11 أغسطس 1862 - 17 ديسمبر 1939) (بالروسية: Иван Иванович Иванов) هو رياضياتي سوفييتي-روسي، عمل في مجال نظرية الأعداد إلى جانب غيورغي فورونوي.

## مسيرته
ولد إيفانوف في سانت بطرسبرغ بروسيا. أنهى دراسته في الرياضيات بجامعة سانت بطرسبرغ، وارتكزت أبحاثه حول الأعداد الأولية.
ابتداء من عام 1891، أصبح إيفانوف يُحاضر في جامعة سانت بطرسبرغ.
في عام 1924 انتُخب إيفانوف عضوُا مراسلًا في الأكاديمية الروسية للعلوم.

## روابط خارجية
- Иванов, Иван Иванович - dic.academic.ru